# Бакс, Клиффорд
Клиффорд Бакс (англ. Clifford Bax; 13 июля 1886 года, Лондон — 18 ноября 1962 года, Лондон) — многожанровый английский писатель: драматург, журналист, литературный критик, редактор и поэт. Он также был переводчиком (например, Карло Гольдони). Брат композитора Арнольда Бакса, переложившего на музыку некоторые его стихи.

## Биография
Клиффорд Бакс родился в Верхнем Тутинге (англ. Upper Tooting, Южный Лондон) и получил образование в лондонских художественных школах Слейда (англ. Slade School of Art) и Хизерли (англ. Heatherley School of Fine Art), но затем бросил живопись и занялся литературным творчеством.
Благодаря значительному состоянию Бакс имел время для свободного творчества и вёл светский образ жизни. Бакс владел квартирой в Олбани (англ. Albany — многоквартирном комплексе в районе Пикадилли (Лондон). Кроме литературы, Бакс увлекался эзотерикой, астрологией и дружил со многими мистиками и оккультистами. Среди его друзей были композитор Густав Холст (1874—1934, автор симфонической сюиты «Планеты», которого Бакс заразил своим увлечением астрологией), театральный критик Джеймс Эгейт (1877—1947) и писатель Артур Рэнсом (1884—1967). Он встречался и играл в шахматы с поэтом и мистиком Алистером Кроули в 1904 году и поддерживал с ним знакомство на протяжении многих лет, позже, в 30-х годах, познакомив с ним художницу Фриду Харрис (англ. Frieda Harris) и писателя Джона Симондса (англ. John Symonds). Он редактировал теософический журнал «Orpheus», а также произведения Якоба Бёме. Бакс также принимал участие в редактировании художественного и литературного журнала «Золотая лань» (англ. Golden Hind), выходившего с октября 1922 года по июль 1924 года.
Его первой драмой, поставленной на коммерческой сцене, была пьеса «Рифмоплёты Исфахана» (англ. The Poetasters of Ispahan, 1912), которая стала неотъемлемой частью британского театрального репертуара на протяжении целого поколения. Эта и другие его пьесы не сходили со сцены вплоть до 1946 года. В 1919 году Бакс основал Общество Феникса, ставившее своей задачей возрождение важнейших театральных постановок елизаветинского времени и периода Реставрации. Общество существовало вплоть до 1926 года; Бакс также участвовал в работе Театрального общества, занимавшегося постановками новых и экспериментальных пьес.
Бакс увлекался игрой в крикет и был другом выдающегося крикетиста Ч. Б. Фрая (1872—1956). Кроме того он написал биографию У. Г. Грейса (1848—1915), считавшегося одним из величайших крикетистов за всю историю этого вида спорта.
Умер Клиффорд Бакс в Лондоне, в возрасте 76 лет.

## Личная жизнь
28 сентября 1910 года Бакс женился на актрисе Гвендолин Дафне Бишоп (в девичестве Бернард-Смит), которая занималась также ювелирным делом. Их дочь Ундина родилась 6 августа 1911 года.
В 1927 году Бакс вступил во второй брак с художницей и поэтессой Верой Ронсли (1888—1974). Для Веры это супружество стало третьим: ранее она побывала замужем за художником Стенли Кеннеди Нортом и за журналистом Александром Беллом Филсоном-Янгом (1876—1938), от которого у неё осталось двое сыновей: Уильям Дэвид Лорен Филсон-Янг и Ричард Филсон-Янг. Оба пасынка Бакса погибли во время Второй Мировой войны: Ричард — в 1942 году, а Уильям — в 1945-м.

## Сочинения
- Twenty Chinese poems («Двенадцать китайских стихотворений», 1910) (в соавторстве с Артуром Боумаром-Портером).
- Poems Dramatic and Lyrical («Драматические и лирические поэмы», 1911) (также приписываются Арнольду Баксу, брату Клиффорда).
- The Poetasters of Ispahan (пьеса «Исфаханские рифмоплеты», 1912).
- Friendship («Дружба», 1913).
- The Marriage of the Soul («Бракосочетание души», 1913).
- Shakespeare (пьеса «Шекспир», 1921) (в соавторстве с Гарольдом Рубинштейном).
- The Traveller’s Tale (сборник стихотворений «Сказка странника», 1921).
- Polly (балладная опера «Полли», 1922; по мотивам одноимённой оперы Джона Гэя, 1729).
- The Insect Play (пьеса «Из жизни насекомых», 1923; по мотивам одноимённой комедии Карела Чапека; в соавторстве с Найджелом Плейфэйром).
- Midsummer Madness (балладная опера «Безумие в летнюю ночь», 1924).
- Inland Far («В глубь страны», сборник размышлений и впечатлений, 1925).
- Up Stream («Вверх по течению», 1925).
- Mr. Pepys (балладная опера «Мистер Пепис», 1926).
- Many a Green Isle (сборник рассказов «Зеленые острова», 1927).
- Waterloo Leave (пьеса «Прощай, Ватерлоо», 1928).
- Square Pegs: A Polite Satire («Квадратные колышки: политическая сатира», 1928).
- Rasputin («Распутин», 1929).
- Socrates («Сократ», 1930).
- The Immortal Lady («Бессмертная дама», 1930).
- The Venetian («Венецианец», 1931).
- Twelve Short Plays, serious and comic («Двенадцать коротких пьес, серьёзных и комических», 1932).
- Leonardo da Vinci («Леонардо да Винчи», 1932).
- Pretty Witty Nell («Милая умничка Нелл», 1932; книга о Нелл Гвинн — фаворитке английского короля Карла II — и её окружении).
- Farewell, My Muse (сборник стихотворений «Прощай, моя муза», 1932).
- The Rose Without a Thorn (пьеса «Роза без шипов», 1933).
- April in August («Апрель в августе», 1934).
- Ideas and People («Идеи и люди», 1936).
- The House of Borgia («Дом Борджа», 1937).
- Highways and Byways in Essex («Дороги и тропы Эссекса», 1939).
- The Life of the White Devil («Жизнь белой дьяволицы», 1940; биография Виттории Орсини).
- Evenings in Albany («Вечера в Олбани», 1942).
- Time with a Gift of Tears (роман «Время приносит слезы», 1943).
- Vintage verse (антология английской поэзии «Старинные стихи», 1945).
- The Beauty of Women («Женская красота», 1946).
- Golden Eagle (пьеса «Золотой орел», 1946).
- The Silver Casket («Серебряный ларец», 1946; любовные письма и стихи, авторство которых приписывается Марии Стюарт).
- All the world’s a stage: theatrical portraits («Весь мир — театр: театральные портреты», 1946; под редакцией Клиффорда Бакса).
- The Buddha (радиопьеса «Будда», 1947).
- Day, a Night and a Morrow («День, ночь и утро», 1948).
- The Relapse («Рецидив», 1950).
- Some I Knew Well (книга воспоминаний «Я был неплохо с ним знаком», 1951).
- Hemlock for Eight («Болиголов на восемь», 1946; радиопьеса, в соавторстве с Л. М. Лайоном).
- Rosemary for Remembrance («Розмарин — чтобы помнили», 1948).
- Circe («Цирцея», 1949).
- The Distaff Muse («Муза c прялкой», 1949; антология женской поэзии, составленная Клиффордом Баксом и Мьюэмом Стюартом).
- W. G. Grace («У. Г. Грейс», биография, 1952).